# Paul Brunton
Paul Brunton (születési nevén Raphael Hurst) (London, 1898. október 21. – Vevey, Vaud kanton, Svájc, 1981. július 27.) angol újságíró, író, világutazó, teozófus és misztikus. A neohindu spiritualitás egyik korai népszerűsítője a nyugati világban.

## Élete
Zsidó családban született. Fiatal korában a spiritizmussal foglalkozott.[forrás?] 1920-ban csatlakozott a Teozófiai Társulathoz. 1921-ben feleségül vette Karen Augusta Tuttrupot, akitől egy fia született, Kenneth Thurston Hurst (1923). Feleségétől 1926-ban vált el, de továbbra is baráti viszonyban maradtak. Londonban könyvkereskedőként és újságíróként dolgozott.
1930-ban Indiába utazott, ahova hitetlensége vitte, mert le akarta leplezni a csalók, szemfényvesztők, mágusok, jógik, fakírok trükkjeit. Itteni utazása során hihetetlen varázslatokkal, hajmeresztő mágiákkal, fakírmutatványokkal szembesült, ám csalásra – az igazi jógik körében – nem bukkant. Ugyanakkor megerősödött abban is, hogy az alsórendű fakírok és áljógik utcai mutatványai nem egyebek közönséges bűvészkedésnél.
A következő évben Rámana Maharisi spirituális gurunak is a tanítványa lett, majd hosszabb időn át aszkéta és jógi életmódot folytatva más emberként tért vissza Európába.
1938-ban az Egyesült Államokban telepedett le, ezután átmenetileg Ausztráliában és Új-Zélandon élt, majd az 1950-es évek végétől Svájcban telepedett le, ahol hátralévő életében élt. 
1981 nyarán, 82 évesen itt érte egy agyvérzés, kómába esett és távozott az élők sorából.

## Művei

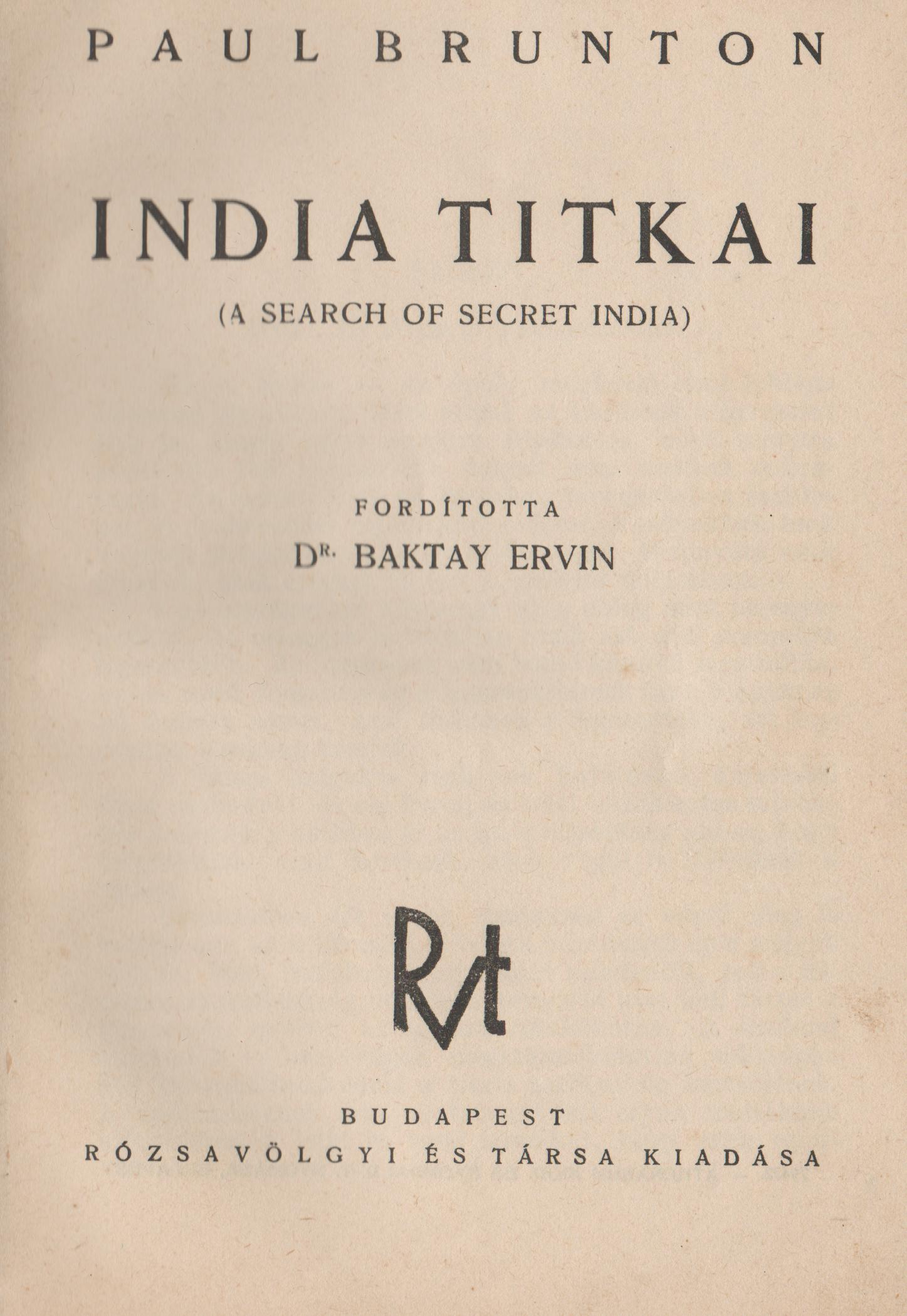
India titkai

### Magyarul
- India titkai; ford. Baktay Ervin; Rózsavölgyi, Bp., 1938
- Egyiptom titkai; ford. Gál Andor; Rózsavölgyi, Bp., 1940
- A felsőbbrendű én; ford. Gál Andor; Rózsavölgyi, Bp., 1941
- Az önvaló bölcsessége; ford. Kisházi Anna; Arkánum Szellemi Iskola–Szukits, Őriszentpéter–Szeged, 1994 (Arkánum Szellemi Iskola könyvtára sorozat)
- A titkos ösvény. A lelki én-feltárás módszere a modern világ számára; ford. Újvári László; Szukits, Szeged, 1995
- A jóga titkos tanításai; ford. Kisházi Anna; Arkánum Szellemi Iskola–Szukits, Őriszentpéter–Szeged, 1995 (Arkánum Szellemi Iskola könyvtára sorozat)
- A Himalája titkai; ford. Domokos Bálint; Szukits, Szeged, 1997
- India titkai; ford. Baktay Ervin; 2. jav. kiad.; Geopen, Bp., 1999 (Keleti misztika)
- Meditációk válság esetére; ford. Prókai Attila; Szukits, Szeged, 2005
- Misztikus tanítások; ford. Zsiday Viktor; Golyós Toll, Szombathely, 2009

#### Online könyvek
- India titkai ISBN 9639093122 (1934); online → India titkai (MEK)
- A titkos ösvény (1935); online → A titkos ösvény (scribd)
- A Himalája titkai ISBN 9639278270 (1936); online → A Himalája titkai (docplayer)
- A jóga titkos tanításai (1941); online → A jóga titkos tanításai (terebess)
- Az Önvaló Bölcsessége (1943); online → Az Önvaló Bölcsessége (terebess)

### Angolul
- Are You Upward Bound with William G. Fern (1931)
- A Search in Secret India (1934)
- The Secret Path (1935)
- A Search in Secret Egypt (1936)
- A Message from Arunachala (1936)
- A Hermit in the Himalayas (1936)
- The Quest of the Overself (1937)
- Indian Philosophy and Modern Culture (1939)
- The Inner Reality (1939) [az USA-ban Discover Yourself]
- Hidden Teaching Beyond Yoga (1941)[5]
- Wisdom of the Overself (1943)
- Spiritual Crisis of Man (1952)

## Fordítás
- Ez a szócikk részben vagy egészben  a   Paul Brunton című angol Wikipédia-szócikk fordításán alapul.  Az eredeti cikk szerkesztőit annak laptörténete sorolja fel. Ez a jelzés csupán a megfogalmazás eredetét és a szerzői jogokat jelzi, nem szolgál a cikkben szereplő információk forrásmegjelöléseként.